# Ptochophyle dischista
Ptochophyle dischista là một loài bướm đêm trong họ Geometridae.